# Pegomya nudiapicalis
Pegomya nudiapicalis este o specie de muște din genul Pegomya, familia Anthomyiidae, descrisă de Li și Deng în anul 1988. Conform Catalogue of Life specia Pegomya nudiapicalis nu are subspecii cunoscute.